# Ибе Паликућа
Ибе Паликућа (алб. Ibe Palikuqi; Дебар, 1927 — Шутово, код Кичева, 22. септембар 1944) била је учесница Народноослободилачке борбе, народни херој Југославије и народни херој Албаније.

## Биографија
Рођена је 1927. године у Дебру, у албанској породици. После завршене основне школе, остала је у кући и била учена за домаћицу.
Године 1941. окупацију западне Македоније извршили су италијански фашисти и припојили ју тзв. Великој Албанији. Њен брат већ је радио за ослободилачки покрет. Она се такође прикључила покрету и добивала задатке да као курир преноси писма и проводи илегалце.
Са петнаест година примљена је у Савез комунистичке омладине Југославије (СКОЈ). Није имала проблема са властима, јер јој је отац био хоџа, па нису слутили да припада Народноослободилачком покрету. У њиховој кући често су се одржавали састанци и свраћали илегалци. У јулу 1943. године примљена је у Комунистичку партију Југославије.
Када је у септембру 1943. године капитулирала фашистичка Италија, у Дебру је организована народна власт. Ибе је учествовала на свим састанцима и конференцијама. За време Шесте непријатељске офанзиве, партизанске снаге повукле су се из Дебра, а Ибе одлази с њима и ступа у јединицу. Ускоро је партијска организација враћа у Дебар на позадински рад у својству члана Месног комитета КПЈ за Дебар.
За време свог илегалног рада Дебру радила је нарочито са женском омладином. Окупационе власти су покушавале да је онемогуће. Да не би пала у руке непријатеља или била убијена, Месни комитет је одобрио њен одлазак у партизанске јединице. 26. августа 1944. године постала је заменик комесара Чете у Шестој бригади народноослободилачке војске Албаније.
Од формирања, бригада је стално била у борбама с балистима, које су немачки окупатори помагали и снабдевали тешким наоружањем. 20. септембра 1944. године, у једној борби против балиста на периферији Кичева, док је штитила одступнице борцима из батаљона, Ибе је била тешко рањена. После два дана подлегла је ранама у селу Шутову код Кичева.
Указом председника ФНР Југославије Јосипа Броза Тита 8. октобра 1953. проглашена је за народног хероја.

## Галерија
- Биста Ибе Паликуће у Кичеву
- Биста у Дебру